# Улукбек Жолдошбеков
Улукбек Жолдошбеков (кирг. Улукбек Жолдошбеков; нар. 9 лютого 1996) — киргизький борець вільного стилю, бронзовий призер чемпіонату світу серед студентів, чемпіон та дворазовий бронзовий призер чемпіонатів Азії.

## Спортивні результати на міжнародних змаганнях

### Виступи на Чемпіонатах світу
| Змагання                        | Збірна     | Вагова категорія          | Місце |
| ------------------------------- | ---------- | ------------------------- | ----- |
| Чемпіонат світу з боротьби 2017 | Киргизстан | вільна боротьба, до 57 кг | 29    |
| Чемпіонат світу з боротьби 2018 | Киргизстан | вільна боротьба, до 61 кг | 17    |
| Чемпіонат світу з боротьби 2019 | Киргизстан | вільна боротьба, до 57 кг | 22    |
| Чемпіонат світу з боротьби 2021 | Киргизстан | вільна боротьба, до 61 кг | 16    |

### Виступи на Чемпіонатах Азії
| Змагання                       | Збірна     | Вагова категорія          | Місце  |
| ------------------------------ | ---------- | ------------------------- | ------ |
| Чемпіонат Азії з боротьби 2016 | Киргизстан | вільна боротьба, до 57 кг | Бронза |
| Чемпіонат Азії з боротьби 2017 | Киргизстан | вільна боротьба, до 57 кг | 5      |
| Чемпіонат Азії з боротьби 2018 | Киргизстан | вільна боротьба, до 61 кг | Бронза |
| Чемпіонат Азії з боротьби 2019 | Киргизстан | вільна боротьба, до 61 кг | 7      |
| Чемпіонат Азії з боротьби 2020 | Киргизстан | вільна боротьба, до 61 кг | Золото |

### Виступи на Азійських іграх
| Змагання                        | Збірна     | Вагова категорія          | Місце |
| ------------------------------- | ---------- | ------------------------- | ----- |
| Азійські ігри в приміщенні 2017 | Киргизстан | вільна боротьба, до 57 кг | 10    |

### Виступи на Кубках світу
| Змагання                    | Збірна     | Вагова категорія          | Місце |
| --------------------------- | ---------- | ------------------------- | ----- |
| Кубок світу з боротьби 2020 | Киргизстан | вільна боротьба, до 61 кг | 17    |

### Виступи на Чемпіонатах світу серед студентів
| Змагання                                        | Збірна     | Вагова категорія          | Місце  |
| ----------------------------------------------- | ---------- | ------------------------- | ------ |
| Чемпіонат світу з боротьби серед студентів 2016 | Киргизстан | вільна боротьба, до 57 кг | Бронза |

### Виступи на інших змаганнях
| Змагання                                                         | Збірна     | Вагова категорія          | Місце  |
| ---------------------------------------------------------------- | ---------- | ------------------------- | ------ |
| Міжнародний турнір Дінмухамеда Кунаєва 2014                      | Киргизстан | вільна боротьба, до 57 кг | 12     |
| Кубок Тахті 2015                                                 | Киргизстан | вільна боротьба, до 57 кг | 10     |
| Турнір Олександра Медведя 2015                                   | Киргизстан | вільна боротьба, до 57 кг | 19     |
| Золотий Гран-прі з боротьби 2015                                 | Киргизстан | вільна боротьба, до 57 кг | 8      |
| Олімпійський кваліфікаційний турнір з боротьби 2016 (Улан-Батор) | Киргизстан | вільна боротьба, до 57 кг | 7      |
| Турнір Алі Алієва 2016                                           | Киргизстан | вільна боротьба, до 57 кг | Бронза |
| Кубок мера Пуна з боротьби 2016                                  | Киргизстан | вільна боротьба, до 57 кг | Золото |
| Золотий Гран-прі з боротьби 2016                                 | Киргизстан | вільна боротьба, до 57 кг | 5      |
| Турнір Яшара Догу 2017                                           | Киргизстан | вільна боротьба, до 57 кг | 11     |
| Кубок Ахмата Кадирова 2017                                       | Киргизстан | команда                   | 7      |
| Інтерконтинентальний кубок з боротьби 2017                       | Киргизстан | вільна боротьба, до 61 кг | Бронза |
| Міжнародний турнір Дінмухамеда Кунаєва 2017                      | Киргизстан | вільна боротьба, до 57 кг | Бронза |
| Турнір Олександра Медведя 2018                                   | Киргизстан | вільна боротьба, до 61 кг | 5      |
| Кубок Ахмата Кадирова 2018                                       | Киргизстан | команда                   | 5      |
| Кубок Тахті 2019                                                 | Киргизстан | вільна боротьба, до 61 кг | Золото |
| Турнір Олександра Медведя 2019                                   | Киргизстан | вільна боротьба, до 57 кг | 13     |
| Клубний чемпіонат світу з боротьби 2019                          | Киргизстан | команда                   | 7      |
| Київський Міжнародний турнір з боротьби 2021                     | Киргизстан | вільна боротьба, до 57 кг | 16     |
| Турнір Яшара Догу 2021                                           | Киргизстан | вільна боротьба, до 61 кг | Бронза |

### Виступи на змаганнях молодших вікових груп
| Змагання                                      | Збірна     | Вагова категорія          | Місце  |
| --------------------------------------------- | ---------- | ------------------------- | ------ |
| Чемпіонат Азії з боротьби серед кадетів 2011  | Киргизстан | вільна боротьба, до 50 кг | 8      |
| Чемпіонат Азії з боротьби серед кадетів 2012  | Киргизстан | вільна боротьба, до 50 кг | Золото |
| Чемпіонат світу з боротьби серед кадетів 2012 | Киргизстан | вільна боротьба, до 50 кг | 11     |
| Чемпіонат Азії з боротьби серед кадетів 2013  | Киргизстан | вільна боротьба, до 54 кг | Бронза |
| Чемпіонат світу з боротьби серед кадетів 2013 | Киргизстан | вільна боротьба, до 54 кг | 7      |
| Чемпіонат Азії з боротьби серед юніорів 2014  | Киргизстан | вільна боротьба, до 55 кг | Золото |
| Чемпіонат Азії з боротьби серед юніорів 2015  | Киргизстан | вільна боротьба, до 60 кг | 10     |
| Чемпіонат світу з боротьби серед юніорів 2015 | Киргизстан | вільна боротьба, до 55 кг | 10     |
| Чемпіонат світу з боротьби серед юніорів 2016 | Киргизстан | вільна боротьба, до 60 кг | 10     |
| Чемпіонат світу з боротьби серед молоді 2018  | Киргизстан | вільна боротьба, до 61 кг | 5      |
| Чемпіонат Азії з боротьби серед молоді 2019   | Киргизстан | вільна боротьба, до 61 кг | Золото |
| Чемпіонат світу з боротьби серед молоді 2019  | Киргизстан | вільна боротьба, до 61 кг | Золото |